# دزومرفین
دزومُرفین (به انگلیسی: Desomorphine) یک ماده مخدر از مشتقات مرفین است. نام خیابانی این ماده مخدر کروکودیل است. دزومرفین در سال ۱۹۳۲ در ایالات متحده آمریکا توسط یک پزشک به نام لیندون فردریک اسمال کشف شد.
اثر ضد درد دزومرفین ۸ تا ۱۰ برابر قوی‌تر از مرفین است.

یک روش سنتز دزومرفین از کدئین

## عوارض جانبی
دزومرفین تولید شده غالباً دارای ناخالصی و حاوی مقادیر زیادی مواد سمی و آلاینده است. تزریق چنین مخلوطی می‌تواند باعث آسیب جدی به پوست، رگ‌های خونی، استخوان و ماهیچه‌ها شود. در بعضی مواقع آسیب به بافت و اندام در حدی است که نیاز به قطع عضو ضروری است. به دلیل همین آسیب های شدید و تغییر شکل بافتی که دائما مورد تزریق بوده به رنگ سبز؛ این مخدر در فرهنگ عامیانه کروکودیل نام گرفته است.
این آسیب‌های جبران نشدنی و مرگبار به دلیل وجود ید، فسفر و سایر مواد سمی در ماده تولید شده‌است. تولیدکنندگان دزومرفین معمولاً از حلالهای ارزان و در دسترس اما نسبتاً سمی مانند سولفوریک اسید (اسید باتری)، بنزین یا تینر رنگ استفاده می‌کنند بدون آنکه این مواد را بعد از سنتز جداسازی کنند.